# Thomas Mayne-Reid
Thomas Mayne-Reid, conocido como Capitán Mayne Reid (Ballyroney, condado de Down, Irlanda; 4 de abril de 1818-Londres, 22 de octubre de 1883), fue un escritor angloirlandés.

## Biografía
Reid nació el 4 de abril de 1818 en Ballyroney, una pequeña aldea cerca de Katesbridge, Condado de Down, en el norte de Irlanda, hijo del reverendo Thomas Mayne Reid senior, quien fue secretario general de la Asamblea General de la Iglesia Presbiteriana en Irlanda, y de su esposa, hija de otro pastor, Samuel Rutherford. Su padre, un hombre alabado por su extrema cortesía y bondad, quería que se hiciera un ministro presbiteriano, pero, sobre todo, su madre, por lo que en septiembre de 1834 se inscribió en la Royal Belfast Academical Institution y, aunque permaneció en ella cuatro años, no pudo motivarse lo suficiente como para completar sus estudios y obtener un título. Cuenta su viuda Elizabeth Reid en su biografía que se llevó premios en matemáticas, clásicos y oratoria; se distinguió en todos los deportes atléticos; cualquier cosa menos teología. Está registrado que, en una ocasión, cuando se le pidió que escribiera y pronunciara un sermón, fracasó por completo y se olvidó de seguir tras el primer párrafo. Así que dejó que su hermano John, con más vocación que él, satisficiera los deseos de su madre, lo cual haría más adelante al volverse clérigo y sustituir a su padre, y volvió a su natal Ballyroney para trabajar como maestro en su escuela; este último oficio se le daba muy bien, y lo ejercería también más tarde ocasionalmente en los Estados Unidos.
En diciembre de 1839 embarcó en el Dumfriesshire, un navío con rumbo a Nueva Orleans, Luisiana, y llegó en enero de 1840. Allí trabajó en una plantación de maíz y vendiendo su producción en los mercados, pero se cuenta que se despidió porque no quiso azotar a esclavos. Contó que por entonces hizo viajes por las Montañas Rocosas y fue trampero en territorio indio; ciertamente fue un gran amante de la caza, pero en realidad exageró o simplemente fabuló sobre esos viajes, que demostraban su incipiente gran imaginación. Fue incluso un corto tiempo actor en una compañía de Cincinnati (Ohio), hasta que se convenció de que la farándula no era lo suyo. Es cierto que formó parte de la expedición a Texas en 1840 y que trabajó ocasionalmente desde 1841 deambulando como comerciante de abastos, preceptor particular, maestro o periodista por Nashville (Tennessee), Natchez, Natchitoches, Pittsburgh y Filadelfia (1843–1846). En esta última pasó tres años como periodista y conoció y trató a Edgar Allan Poe, quien lo llamó todo un artista de la fabulación al que había que seguir por lo primero y no por lo segundo. Mayne, ya fallecido Poe, lo defendió contra sus calumniadores y evocó con afecto a su pobre y encantadora familia, que vivía en una chabola de tres habitaciones:

Descubrí [en él] un genio raro; nada del orden poético, ni siquiera de la fantasía, sino mucho más de tipo práctico, demostrado en un poder de razonamiento analítico como pocos hombres poseen y que lo habrían convertido en el mejor policía detective del mundo. Vidocq habría sido un tonto a su lado. [...] Me encontré con un erudito de excepcionales logros, especialmente hábil en la tradición del norte de Europa y más imbuido de ella que de la del sur [...] Todo el tiempo trabajaba duro con su pluma, mal pagado y esforzado por mantener al lobo lejos de su puerta apenas cerrada, frecuentado solo por unos pocos amigos selectos que siempre encontraron en él lo que sabían que era: un anfitrión generoso y un afectuoso yerno y esposo; en resumen, un caballero respetable. En la lista de los hombres de letras, no ha habido un biógrafo tan rencoroso como el Dr. Rufus Griswold, ni una víctima de rencor póstumo tan grande como el pobre Edgar Allan Poe.

Fue teniente segundo de voluntarios en la guerra contra México (1847); allí fue herido en la batalla de Chapultepec y lo ascendieron a teniente primero por su valor. Viajó a Londres, donde se casó y terminó residiendo, aunque durante algunos años anduvo por Newport y Nueva York entregado al periodismo y a diversos negocios, algunos relacionados con la agricultura. Tras haber probado con el periodismo, la poesía y el teatro, empezó a escribir novelas de aventuras, en parte autobiográficas, en 1850, con The Rifle Rangers; or, Adventures in Southern Mexico; gran parte de ellas se han vuelto clásicos de la literatura juvenil. Con el tiempo, la herida en una pierna se fue agravando y tuvo que usar muletas. Era un antiesclavista convencido, partidario del abolicionismo, y a estos temas consagró su novela The Quadroon (1856). Falleció en Londres en 1883. Su viuda Elizabeth Reid, hija de su editor (perteneciente a la nobleza) y de soltera Hyde, escribió su biografía y la publicó en 1890. 
Admirador de lord Byron, escribió unas setenta novelas de aventuras que se hicieron clásicas al lado de las de Frederick Marryat, Emilio Salgari y Robert Louis Stevenson; ambientadas la mayoría en el lejano y medio Oeste estadounidense, también lo fueron en México, Cuba, Perú, Argentina, Paraguay, Sudáfrica, el Himalaya, Jamaica y las islas del océano Pacífico, protagonizadas por cazadores, piratas, guerrilleros, rebeldes, esclavos cimarrones, gauchos, balleneros, bóeres, indios, criollos, rangers, bandoleros, navegantes, pioneros, polizones y aventureros en general. Evocan la cultura indígena a través de un inglés esmaltado de españolismos e indigenismos y obtuvieron un éxito considerable e innumerables traducciones a todas las lenguas cultas en los siglos XIX y XX que le granjearon muchos réditos. Con todo, no se le daba bien administrarse y quebró una vez, aunque logró pagar enseguida sus deudas. Por otra parte, fue además un campeón de croquet y escribió un libro sobre este juego (Crocket, 1863).
En el caso de The Cuban Patriot, or, The Beautiful Creole: An Episode of the Cuban Revolution (1873), evoca la guerra de los mambises contra las tropas coloniales españolas.

## Obra
- The Rifle Rangers; or, Adventures in Southern Mexico (1850)
- The Scalp Hunters: A Romance of the Plain (1851)
- The Desert Home: The Adventures of a Lost Family in the Wilderness (1851) (publicada en castellano como La casa en el desierto)
- The Forest Exiles; or, The Perils of a Peruvian Family Amid the Wilds of the Amazon (1852)
- The White Chief; A Legend of North Mexico - (1855)
- The Boy Hunters, or, Adventures in Search of a White Buffalo - (1855)
- The Hunter's Feast; or, Conversations Around the Camp-fire - (1856)
- The Bush Boys: History and Adventures of a Cape Farmer and His Family - (1856)
- The Quadroon: Or, A Lover's Adventures in Louisiana - (1856)
- The War-trail: Or, The Hunt of the Wild Horse; a Romance of the Prairie - (1857)
- The Plant Hunters; or, Adventures Among the Himalaya Mountains - (1858)
- Osceola the Seminole, or, The Red Fawn of the Flower Land - (1858)
- The Lone Ranch - (1860)
- The Scalp Hunters - (1860) (publicada en castellano como Los Cazadores de Cabelleras)
- Bruin: The Great Bear Hunt (1860)
- The Lone Ranch: A Tale of the Staked Plain (1860)
- The Wild Huntress; or, The Big Squatter's Vengeance (1861)
- The Maroon: A Tale of Voodoo and Obeah - (1862)
- The Cliff Climbers - (1864) (publicada en castellano como Los trepadores de rocas)
- The Boy Slaves - (1865)
- The Headless Horseman - (1866) (publicada en castellano como El Jinete sin Cabeza)
- The Giraffe Hunters - (1867)
- Afloat in The Forest; or A Voyage Among the Tree-Tops - (1867)
- The White Squaw - (1868)
- The Headless Horseman: A Strange Story of Texas (1868)
- The Helpless Hand: A Tale of Backwoods Retribution - (1868)
- The Planter Pirate: A Souvenir of Mississippi (1868)
- The Yellow Chief: A Romance of the Rocky Mountains (1869)
- The Fatal Cord, and The Falcon Rover (1869)
- The Castaways - (1870)
- The Vee-Boers: A Tale of Adventure in Southern Africa - (1870)
- The Finger of Fate: A Romance (1872)
- The Death Shot; or, Tracked to Death - (1873)
- The Cuban Patriot, or, The Beautiful Creole: An Episode of the Cuban Revolution (1873)
- The Death Shot (1874)
- The Young Yagers, or, A Narrative of Hunting Adventures in Southern Africa - (1875)
- The Giraffe Hunters (1876)
- The Flag of Distress: A Story of the South Sea' (1876)
- Gwen Wynn; A Romance of the Wye - (1877)
- The Man-Eaters (1878)
- The Specter Barque: A Tale of the Pacific (1879)
- The Captain of the Rifles; or, The Queen of the Lakes: A Romance of the Mexican Valley' (1879)
- The Land Pirates, or, The League of Devil's Island: A Tale of the Mississippi (1879)
- The Ocean Hunters, or, The Chase of the Leviathan: A Romance of Perilous Adventure (1881)
- The Ocean Waifs: A Story of Adventure on Land and Sea- (1882)
- Blue Dick, or, The Yellow Chief's Vengeance: A Romance of the Rocky Mountains (1883) (publicada en castellano como La venganza del Amarillo)
- The Hunters' Feast (serial 1854, book 1883)
- Gaspar, the Gaucho, or, Lost on the Pampas: A Tale of the Gran Chaco (1883)  (publicada en castellano como La hermana desaparecida. Aventuras de un viaje por la Pampa argentina)
- The Island Pirate: A Tale of the Mississippi (1884)
- The Land of Fire: A Tale of Adventure (1885)
- The Lost Mountain: A Tale of Sonora (1885) (publicada en castellano como La montaña perdida)
- The Free Lances: A Romance of the Mexican Valley (1888)
- The Tiger Hunter: A Hero in Spite of Himself (1889)
- No Quarter! (1890)
- The White Gauntlet (1892)
- The Guerilla Chief and Other Tales
- The Bandolero; or, A Marriage among the Mountains
- The Boy Tar
- The Child Wife
- Ran Away to Sea
- Afloat in the Forest; Or, A Voyage among the Tree-Tops

## Traducciones al español
Existe una edición de sus Obras completas en español (Mayne Reid, En tierra y en mar. Aventuras maravillosas. Obras completas. Barcelona: Francisco Seix editor y Trilla y Serra editores, 1904-, 5 vols., con ilustraciones y texto a dos columnas) traducidas directamente del inglés por Enrique Leopoldo de Verneuil, Dionisio Sanjuán (quien también tradujo El Paraíso perdido de John Milton en 1868), el ingeniero Manuel Aranda y Sanjuán y, tres de ellas, por su amigo el también ingeniero José Casas y Barbosa. En algunos de los tomos se repiten algunas novelas.
- Tomo I (1904): 1. El casamiento en las Montañas o El bandolero. 2. Los jóvenes bóeres. (Segunda parte de Los hijos de los bosques). 3. Los hijos de los bosques. 4. Los cazadores de Girafas. (Tercera parte de Los hijos de los bosques). 5. Gaspar el gaucho. 6. Gwen Ween o La heredera. 7. En la sentina. Viaje entre tinieblas verificado por un muchacho. 8. Corvino el bandolero. 9. Una boda aristocrática. (Segunda parte de Gwen Ween). 10. El dedo del destino. (Segunda parte de Corvino el bandolero).
- Tomo II: 1. Dos percances cinegéticos. 2. La cuerda fatal. 3. Veladas de caza. 4. El jefe amarillo. 5. El Estero o Los náufragos de la selva. 6. El rastro de la guerra. (Segunda parte de Isolina de Vargas). 8. Isolina de Vargas. 9. El cazador de tigres. 10. Guillermo el grumete. Las reliquias del océano. (Segunda parte de ¡En el mar!). 11. ¡En el mar! 12. Los hijos de los bosques. 13. Leonor. Segunda parte de Un canto rodado. 14. El valle de la Virgen. (Segunda parte de Los franco-tiradores americanos). 15. Los franco-tiradores americanos. 16. La mano de Dios. (Segunda parte de El rancho solitario). 17. El rancho solitario. 18. Los cazadores de cabelleras. (Segunda parte de La jornada de la Muerte). 19. La jornada de la Muerte.
- Tomo III: 1. Bruin o Los cazadores de osos. 2. El jefe blanco. 3. La granja del desierto. 4. Mauricio el cazador o Los cazadores de caballos. 5. Los vengadores o Las dos rivales. (Segunda parte de Mauricio el cazador). 6. El jinete sin cabeza. (Tercera parte de Mauricio el cazador). 7. La familia Landi. 8. El búfalo blanco. (Segunda parte de La familia Landi). 9. La bahía de Hudson. (Tercera parte de La familia Landi). 10. En la sentina. (Viaje entre tinieblas verificado por un muchacho). 11. Gwen Ween o La heredera. 12. Una boda aristocrática. (Segunda parte de Gwen Ween o La heredera). 13. Corvino el bandolero. 14. El dedo del destino. (Segunda parte de Corvino el bandolero).
- Tomo IV: 1. El guante blanco. 2. El capitán Scarthe. 3. Los refugiados en la selva. 4. El pabellón de socorro. 5. Los piratas. 6. Los bosques del Mississipi. 7. Las llanuras de Tejas. 8. El tiro mortal. 9. Las dos hijas del colono. 10. La cazadora salvaje. 11. Los cazadores de plantas. 12. Los trepadores de rocas. 13. La criolla de la Jamaica. 14. El cimarrón. 15. La cuarterona. 16. Eugenio de Hauteville.
- Tomo V: 1. Los lanceros francos. 2. Gaspar el gaucho. (Cuento del Gran Chaco). 3. La caza del Leviathan, o aventuras en el océano. 4. La reina de los lagos. 5. El cerro perdido, o un cuento de Sonora. 6. El corazón traspasado. 7. Hermano contra hermano. (Episodio de la rebelión americana). 8. ¿Fantasma o realidad? (Lo que vi al pasar las Montañas Rocosas). 9. El espectro en la puerta. (Cuento de la meseta mejicana). 10. Entre los mangos. 11. El cazador de iguanas. (Cuento de la costa de Veracruz). 12. El vado de doce millas. (Aventura en el valle de México). 13. Las Navidades en un puesto de caza. 14. Prueba de amor. (Cuento de La Habana). 15. La vida entre los jarochos. 16. Entre los palmitos. (Aventuras en los pantanos de La Luisiana). 17. Rodeos a caballo. (Nochebuena de estampía). 18. Capturados por los confederados. (Incidente de la rebelión americana).